# جامايكا (فيرمونت)
جامايكا (بالإنجليزية: Jamaica, Vermont)‏ هي بلدة تقع بولاية فيرمونت في الولايات المتحدة. تأسست عام 1780، تبلغ مساحتها 128.1 (كم²)، وترتفع عن سطح البحر 346 م، بلغ عدد سكانها 946 نسمة في عام 2000 حسب إحصاء مكتب تعداد الولايات المتحدة وتصل الكثافة السكانية فيها 7.4 نسمة/كم2.

## أعلام
- فلورنس لي
- أليوت س. هاو
- أوريون ميتكالف الحلاق

## وصلات خارجية
- The US50 - Cities and Towns in Vermont State
- Vermont Cities and Towns, Facts, Map, Flag, Colleges, Government, and More